# Agustín Alayes
Agustín Alayes (La Plata, 22 luglio 1978) è un ex calciatore argentino, di ruolo difensore.

## Carriera
Cresce nell'Estudiantes dove vince l'Apertura nel 2006 e la Copa Libertadores nel 2009. È stato anche finalista nella Copa Sudamericana nel 2008. Proprio nel 2006 ha segnato record personale per maggior numero di gol in una stagione (sei in totale). Successivamente raggiunge l'accordo per il trasferimento al Colo-Colo, trasferimento che però salta a causa del mancato superamento delle visite mediche; così, nel gennaio 2011 si trasferisce al Newell's Old Boys firmando un contratto di 2 anni e mezzo. Ma a causa dello scarso rendimento disputa solo 2 partite, una delle quali segna la peggior sconfitta nella storia del club in campionato, e nel mese di febbraio decide di rescindere il contratto con la squadra per motivi allora non noti. L'8 luglio 2011 raggiunge l'accordo per il trasferimento al River Plate. Il 6 gennaio 2012 però risolve il suo contratto con il River, poiché il suo allenatore Matías Almeyda non aveva intenzione di prenderlo in considerazione; così il 23 gennaio successivo firma un contratto per 2 stagioni con il Banfield. Nel club mette a segno numerose buone prestazioni segnando un solo gol, forse il più importante della sua carriera, nel pareggio per 1-1 contro il Boca. A 33 anni, a seguito della retrocessione del Banfield in  Primera B Nacional rescinde il suo contratto e ritorna nel club dove è cresciuto, l'Estudiantes.
L'11 dicembre 2012, dopo il ritiro al calcio giocato, viene nominato segretario tecnico della prima squadra dell'Estudiantes.

## Palmarès

### Club

#### Competizioni nazionali
- Campionato argentino: 1

Estudiantes: Apertura 2006